# 伊賀健一
伊賀 健一（いが けんいち、1940年6月15日 - ）は、日本の工学者。工学博士。広島県呉市出身。東京科学大学栄誉教授・旧名東京工業大学18代学長。文化功労者

## 略歴と活動
1940年、広島県呉市出身。広島大学附属高等学校を経て、東京工業大学理工学部電気工学課程卒業。大学4年次に末松安晴研究室で光・量子エレクトロニクスの研究に入門。東京工業大学教授、電子情報通信学会会長、日本学術振興会理事を歴任。
2007年より2012年まで東京工業大学学長。高速データ通信の信号源等に応用されている面発光レーザー（VCSEL）生みの親。高速光ファイバー通信網などインターネットやデータセンターの光配線への基礎技術、コンピューターマウス、レーザープリンターのレーザー光源などに展開される光エレクトロニクスの基礎を築いた。
町田フィルハーモニー交響楽団のコントラバス奏者、町田フィル・バロック合奏団の主宰者でもある。応用物理学会微小光学研究会代表。
光エレクトロニクスのオリジナルな業績により、2021年にはIEEE最高賞の1つエジソンメダルを受賞。西澤潤一、赤﨑勇に続き日本人として3人目となった。
2024年，光学に関する世界的学会で２万人余の会員数をもつOpticaから最高位のFrederic Ives Medal/Jarus Quinn Prizeを授与された。業績は、垂直共振器面発光レーザー（VCSEL）の発明と、新しいフォトニクス分野の開拓に向けた先駆的な研究として要約できる。活躍の場は，技術的な問題だけでなく、多くの本を出版したり、国際会議を開催したりすることで、VCSELの世界的なプロモーションへの貢献にも及んでいる，とされている。2024年度の大川賞を受賞，面発光レーザ~の発明から，現在の情報通信への浸透への貢献が評価される。

## 経歴
- 1956年 呉市立宮原中学校卒業[10]
- 1959年 広島大学附属高等学校卒業[4]
- 1963年 東京工業大学理工学部電気工学課程卒業[11]
- 1965年 東京工業大学大学院理工学研究科電気工学専攻修士課程修了[12]
- 1968年 東京工業大学大学院理工学研究科電気工学専攻博士課程修了[13][12]
- 1968年 東京工業大学精密工学研究所 助手[4][12]
- 1973年 東京工業大学精密工学研究所 助教授[4]
- 1979年 ベル研究所 客員研究員（ - 1980年）[4]
- 1984年 東京工業大学精密工学研究所 教授[4]
- 1995年 精密工学研究所 所長（ - 1998年）[11]
- 1999年 東京工業大学 図書館長（ - 2001年）[11]
- 2001年 定年退職、東京工業大学 名誉教授[4][14]
- 2001年 日本学術振興会 理事（ - 2007年）[4][14]
- 2001年 工学院大学 客員教授（ - 2007年）[12]
- 2003年 電子情報通信学会 会長（ - 2004年）[4]
- 2007年 東京工業大学 学長（ - 2012年）[11]
- 2014年 一橋大学 監事（ - 2016年）[14]
- 2022年 東京工業大学 栄誉教授http://www.somuka.titech.ac.jp/reiki_int/reiki_honbun/x385RG00000131.html
- 2024年 東京科学大学 栄誉教授（東京医科歯科大学との統合よる大学名称変更）

## 学会等役員・会員
- 2003年 電子情報通信学会 会長（ ~ 2004年）[14]
- 応用物理学会微小光学研究会[15] 幹事（1981年~1992年)，代表（1992年 ~ ）
- 台湾国立交通大学 榮誉教授
- 電子情報通信学会 名誉員 フェロー
- 応用物理学会 功労会員 フェロー
- レーザー学会 フェロー
- IEEE Life Fellow
- OPTICA（旧名OSA）Life Fellow
- USA National Academy of Engineering Foreign Member

## 受賞
- 1963年 - 電子情報通信学会 稲田賞[11]
- 1978年 - 電子情報通信学会 著述賞[11]
- 1986年 - 電子情報通信学会 論文賞[11]
- 1987年
  - 手島記念研究賞[11]
  - 光産業技術振興協会 桜井健二郎氏記念賞[11]
- 1989年 - 電子情報通信学会 論文賞[11]
- 1990年 - 市村学術賞 功績賞[11]
- 1991年
  - 電子情報通信学会 業績賞[11]
  - 電子情報通信学会 小林記念特別賞[11]
- 1993年
  - 電子情報通信学会 論文賞[11]
  - IEEE/LEOS William Streifer Award[11]
- 1994年
  - 電子情報通信学会 論文賞[11]
- 1995年 東レ科学技術賞[11]
- 1998年
  - IEEE+OSA ジョン・ティンダル賞[11]
  - 朝日賞[11]
- 2002年 - 英国Rank財団 The Rank Prize[4]
- 2003年
  - 電子情報通信学会 功績賞[11]
  - 日本セラミックス協会 技術賞
  - 藤原科学財団 藤原賞[4][11]
  - IEEE ダニエル・E・ノーブル賞[4][11]
  - 国際コミュニケーション基金 優秀研究賞
- 2006年 - 応用物理学会 業績賞[11]
- 2007年
  - 応用物理学会 SSDM Award
  - NEC C&C 財団 C&C賞[11]
  - ISCSヴェルカー賞
- 2009年 - NHK放送文化賞[11]
- 2013年 - バウアー賞科学業績部門
- 2015年 - 応用物理学会 第5回女性研究者研究業績・人材育成賞（小舘香椎子賞）人材育成部門[16]
- 2016年 - 泰山賞（レーザー功績賞）[17]
- 2021年
  - 応用物理学会 光工学賞功績賞（高野榮一賞）[18]
  -  IEEE Edison Medal[19]
  - 東京工業大学同窓会蔵前工業会 特別賞[20]
- 2022年 -  IEEE/Wiley Professional Book Award[21]。
- 2024年
  - Frederic Ives Medal／Jarus Quinn Prize（Optica）[22]
  - 大川賞

## 栄典等
- 2000年 東京都功労者表彰（技術振興功労）[11]
- 2001年 紫綬褒章[4][11]
- 2007年 町田市功労者表彰（文化芸術功労）
- 2013年 町田市市民栄誉彰[23]
- 2018年 瑞宝重光章[24]
- 2021年 町田市名誉市民[25]
- 2022年 文化功労者[26]

## 現在の活動
- 1992年以来、応用物理学会微小光学研究会代表として学会活動（年4回の研究会、毎年微小光学国際会議MOCを）。
- 2022年2月22日 応用物理学会微小光学研究会第162回研究会で講演, "VCSEL オデッセイ”。
- 2022年4月15日 広島大学附属中高等学校創立記念日記念講演, ”光と音の世界：面発光レーザーとコントラバス”。
- 2022年4月20日 国際会議OPICにて国際諮問委員長として活動。
- 2022年4月29日 電子情報通信学会光輝会シンポジウムにて講演, “光と音の二刀流：面発光レーザーとコントラバス”。
- 2022年10月18日 半導体レーザー国際会議(ISLC2022)にてエジソンメダル記念講演,”VCSEL：How was it born and grown just since one century after Edison?”。
- 2023年1月25日日本フォトニクス協議会の新春特別フォーラムにて招待講演, "面発光レーザー：その発端と産業的発展"。
- 2024年10月1日　MOC2024にて特別講演, "Meet IEEE/OPTICA Award Winners"。
- 2024年10月14日　The 2nd Asian VCSEL Day Conference, "VCSEL Review 2"。

## 研究の概要
1977年に面発光レーザーのアイデアを提案した。
1979年に東京工業大学でVCSELの最初のデモンストレーションを行って以来、このレーザーの基本的な技術的および理論的基盤を確立し、この分野で多くの研究に影響を与えた。光通信，オプトエレクトロニクスの分野に大きな影響を及ぼした。
主にギガビットイーサネット、ファイバーチャネル、および高速光相互接続用のレーザーの約75%がVCSELによるものである。さらに、デジタルデータ転送、高解像度フルカラーレーザープリンター、光自由空間通信、光マウス、スマートフォンでの3D顔認識、LiDARなど、VCSELのさまざまなアプリケーションが進行中である。
伊賀はまた、屈折率分布型平面マイクロレンズアレイを利用したマイクロオプティクスの積極的な推進者であり、面発光レーザーと組み合わせた2Dアレイ光学デバイスの実現という夢に向かって取り組んできた（参考文献：東京工業大学名誉教授の研究）。
初期のキャリアでは、光ファイバーによる光および画像伝送に関する理論的および実験的作業を行った。1979年、平板マイクロレンズアレイを提案して実現した。
伊賀が1982年に「3D積層光集積回路」と名付けた概念は、大規模な3D並列光学システムとして発展している。
1981年に応用物理学会で微小光学研究会を組織し、1988年から現在まで代表を務める。微小光学の研究をリードしている。

## 研究の歴史と詳しい内容

### 面発光レーザーの発明
1977年3月22日に面発光レーザーを考案した。3月22日は『面発光レーザーの日』として，日本記念日協会に登録されている。
アイデアのスケッチを図1 [1977IGA] [2018IGA]に示す。従来のファブリペロー端面発光半導体レーザーとは対照的に、本発明は、活性層を含む多くの層がモノリシックに成長するウエハ表面に垂直なレーザー共振器からなる[2008IGA]。その後すぐに、垂直共振器型面発光レーザー（VCSEL）/2/、/3/と呼ばれるようになった。
開拓した基本的原理・技術としては、VCSEL基本概念の提案、発明の背後にある動機、実現のブレークスルー、および量子井戸、半導体ブラッグ反射器、AlAs酸化技術などの後のデバイスに不可欠になったいくつかがある。また、機械的方法[1992YOK]によるレーザー波長の連続掃引を最初に試みている。これは、後年/ 4 // 5 /でMEMS掃引VCSELのスキームになった。

### 発明の動機
最初の考えは、モノリシックプロセス[2000IGA] [2008IGA] [2018IGA]によって半導体レーザーを製作することであった。もう1つの考慮事項は、単一モードレーザー、つまり横モードと縦モードをどのように単一するかであった。
1976年頃、短い共振器の半導体レーザーを作成して自由スペクトル範囲（FSR）を広げることにより、動的な単一モード機能を維持する可能性に興味を持っていた。結論として、共振器の長さを50 μm未満にする必要があることを示した。3番目の問題は、レーザー発振周波数をどのように制御するかであった。これは層の厚さを正確に制御することで克服できると考えた。

### 研究の初期段階
初期デバイス
面発光半導体レーザーの最初のアイデアに基づいて、この新しい構造に関する解析的および実験的研究を行った[2008IGA]。GaInAsP / InPデバイスからの垂直発光に関する概念と最初の実験結果は、1978年3月に日本で開催された第25回応用物理学会春季会議で発表された[1978IGA]。
2番目の発表は、1978年11月に日本で開催された第26回応用物理学会秋の会議であった[1978KIT]。この論文は、垂直共振器型レーザーのミラー反射率の分析と、凸面鏡面を備えた垂直共振器形成に関する実験の結果で構成されていた。
1979年、図2に示すデバイスによって，77 Kのパルス注入電流条件下でGaInAsP / InPVCSELの発振動作を実証した[1979SOD]。これは、電流注入されたVCSELレーザー発振の最初のデモンストレーションであり、実用的なデバイスとしてのVCSELの可能性を示したものである。
デバイス実現の成果
主なブレークスルーは、1982年に明確なVCSELモードを実証した10μm共振器VCSELの製作である。つまり、単一モード、円形ビーム、および直線偏光[1982MOT]を確認した。中央部分は10μmのレーザー共振器となっている。ついで、共振器長7μmのAlGaAs / GaAs VCSELで、室温で6mAという小さなパルスしきい値電流を報告した[1987IGA]。
最初の室温連続波（CW）動作は、GaAsシステムを使用して小山二三夫と伊賀健一によって1988年に達成された[1988KOY]，[1989KOY]。この実験は、デバイスとして設計された半導体レーザーとしてのVCSELの工業的可能性を初めて実証したものとなった。
また1993年には，馬場俊彦と伊賀健一らによって波長1,300 nmのVCSELでも室温のCWを達成している[1993BAB]。
初期のVCSELのしきい値電流の削減
1980年代の終わりから1990年代にかけて世界規模で強力な研究開発競争が続いた[2020IGA]/ 4 /、そこでは伊賀と彼のグループはほとんど常に最前線に立っていた[1995HAY]。
さまざまな材料のVCSELのデモンストレーション
伊賀のグループは、さまざまな材料を使用してVCSELの可能性を見つけようとした。1977年以来、半導体の結晶成長、結晶評価、およびさまざまな発光波長での応用に関する基礎研究を行った。
主な結果は以下のとおり[1997MIY] [2018IGA]。材料として：AlGaAs / GaAs、GaInAsP / InP、GaInAsN / GaAs、InGaAs / AlGaAs、GaInN / GaN。

### VCSELに導入されたテクノロジー
VCSELの研究開発の先駆けとして、伊賀のグループは世界で初めてVCSELに新しい技術を導入した。それらには、活性領域としての量子井戸構造[1987UEN]と、レーザー共振器ミラーとしての半導体多層分布ブラッグ反射鏡[1988SAK]が含まれる。VCSELの偏波を制御するために、伊賀のグループは傾斜した基板で制御し、非常に安定した偏波が達成された[1999NIS] [2000IGA]
波長掃引のために外部可動ミラーを導入した[1992YOK]。その後、可動ミラーはConnie Chang-HasnainらによってMEMS構成に置き換えられた/ 4 /。掃引可能なVCSELは、発光ビーム角度が波長に依存する光ビーム偏向器として測距センサーに使用されている/5/。
VCSELと可能な応用上の利点明確化
VCSELは社会から広く認知されるようになり、その応用分野は1990年代半ばから爆発的に拡大している[2013IGA]。伊賀はVCSELの発振周波数とデバイス直径の関係について分かりやすい関係を図3のように示した[2018IGA],[2020IGA]。VCSELの単一モード系と多モード系、およびそれらの応用分野を区別したのである。

### 微小光学
伊賀はまた、屈折率分布型平面マイクロレンズアレイ[1981OIK]を利用したマイクロオプティクス[1982IGA]の積極的な推進者であり、面発光レーザーと組み合わせた2Dアレイ光学デバイスの実現という夢に向かって取り組んできた。初期のキャリアでは、光ファイバーによる光および画像伝送に関する理論的および実験的研究を行った{2006IGA}。1979年、平板マイクロレンズアレイを提案して実現した。LCDプロジェクター用の平板マイクロレンズアレイを日本板硝子株式会社との共同研究で開発し、シャープ(株)から発売されたプロジェクターはGood Design賞を得た{2020IGAa}。これによりLCDプロジェクターの輝度が向上し、明るい室内でも使用が可能となった。伊賀が「3D積層光集積回路」と名付けた概念は、大規模な並列光学を目指したもの[1982IGA]。1981年に微小光学研究グループを組織し、応用物理学会・微小光学研究会となってからも1992年から代表を務めている。

## 音楽
一方、東京工業大学在学中からのコントラバス奏者である。東京工業大学、芥川也寸志音楽監督の新交響楽団、町田フィルハーモニー交響楽団、ベル研究所オーケストラ、ニュージャージーのマンモス交響楽団で演奏。1990年に町田フィル・バロック合奏団を組織し、代表を務める。ドイツ弓の奏法について、バンベルク交響楽団の河内秀夫からアドバイスを受ける。フランクフルト市立歌劇場管弦楽団コントラバス元首席奏者の野田一郎に師事し、彼が創案した「野田メトーデ」に基づくフランス弓の奏法で演奏している。尾原勝吉、芥川也寸志、荒谷俊治、末永隆一、福崎至佐子等に音楽全般を学ぶ。また，コントラバスを楽しく演奏する方法についての本”コントラバスの極低音物理楽”を書いている{2023IGA}。

## 主な著書
- {1984IGA}K. Iga, Y. Kokubun, M. Oikawa: "Fundamentals of microoptics," Academic Press 1984.
- {1990IGA} K. Iga and F. Koyama: "Surface emitting laser," Ohm, 1990.
- {1994IGA} K. Iga: "Fundamentals of laser optics," Plenum Press, 1994.
- {2006IGA] K. Iga and Y. Kokubun: “Encycropedic handbook of integrated optics” CRC Press, 2006.
- {2018IGA} K. Iga: “Surface-emitting laser turned on light", Optronics, (2018)
- {2019IGA} K. Iga and G. Hatakoshi: “Treasure micro-box of optoelectronics”, in Japanese, Vol. I-VI, Adcom-Media Co. Ltd., Dec. 2019.
- {2020IGAa} K. Iga and G. Hatakoshi: “Treasure micro-box of optoelectronics”, in Japanese, Vol. I-IV, Adcom-Media Co. Ltd., Digital Version, Contendo Pub. Co. Ltd., April 2020. (https://contendo.jp/store/contendo/Product/Detail/Code/J0010425BK0095429004/)
- {2020IGAb} K. Iga and G. Hatakoshi: “VCSEL: Its principe and applied systems”, in Japanese, Adcom-Media Co. Ltd., Digital Version, Contendo Pub. Co. Ltd., September 2020. (https://contendo.jp/store/contendo/Product/Detail/Code/J0010425BK0101116001/)
- {2020IGAc} K. Iga: “The enjoyable sensation of playing contrabass”, 3rd Ed., MyISBN-Design Egg Co. Ltd., April 2020.
- {2020IGAd} K. Iga: "VCSEL odyssey", in English, SPIE, September 2020.
- {2021IGA} 伊賀健一『コントラバスの極低音物理楽』（改訂B5判（改訂第5版））デザインエッグ社、2022年3月7日。ISBN 978-4815028404。
- {2021BAB} B. D. Padullaparthi, J. Tatum, and K. Iga『VCSEL Industry』IEEE/Wiley, December 2021. ISBN 978-1-119-78219-3.
- {2021IGA} 伊賀健一『コントラバスの極低音物理楽』（改訂B5判（改訂第5版））デザインエッグ社、2022年3月7日。ISBN 978-4815028404。
- {2023IGA} 伊賀健一『コントラバスの極低音物理楽』（改訂B5判4版（改訂第7版））My-ISBN-デザインエッグ社、2023年9月。ISBN 978-4-8150-2840-4。

## 主な論文
- [1977IGA] Iga, K., Laboratory Notebook, March 22 (1977).
- [1978KIT] Kitahara C., T. Kambayashi and K. Iga, "GaInAsP/InP Surface Emitting Laser (II)," The 39th Fall Meeting ofApplied Phys. Societies, 5p-Z-1, p.497, Nov. (1978)
- [1979SOD] Soda H., K. Iga, C. Kitahara and Y. Suematsu, “GaInAsP/InP Surface-Emitting Injection Lasers,” Jpn. J. Appl. Phys., vol. 18, no. 12, pp. 2329-2330, Dec. (1979)
- [1981OIK] Oikawa M. , M. Sanada, Kenichi Iga, N. Yamamoto, and K. Nishizawa, "Array of distributed-index planar micro-lenses prepared from ion exchange technique," Jpn. J. Appl. Phys., Vol. 20, No. 4, pp. L296-L298, Apr. 1981.
- [1982MOT] Motegi Y., H. Soda, and K. Iga, “Surface-Emitting GaInAsP/InP Injection Laser with Short Cavity Length,” Electron.Lett., Vol. 18, No. 11, pp. 461-463, May (1982)
- [1982IGA] Iga K., M. Oikawa, S. Misawa, J. Banno, and Y. Kokubun, "Stacked planar optics an application of the planar microlens,"Appl. Opt., Vol. 21, No. 19, pp. 3456-3460, Oct. 1982
- [1987IGA] Iga, K., S. Kinoshita, and F. Koyama, “Micro-cavity GaAlAs/GaAs Surface-Emitting laser with Ith=6 mA,” Electron. Letters, Vol. 23, No. 3, pp. 134-136, 29th, Jan. (1987)
- [1988IGA] Iga, K., F. Koyama, and S. Kinoshita, “Surface Emitting Semiconductor Lasers,” IEEE J. Quantum Electronics,Vol. 24, No. 9, pp. 1845-1855, Sept. (1988)
- [1988KOY] Koyama F., S. Kinoshita and K. Iga, “Room temperature CW operation of GaAs vertical cavity surface emitting Laser,” Trans. IEICE, Vol. E71, No. 11, pp. 1089-1090, Nov. (1988)
- [1989KOY] Koyama F. , Kinoshita S. , and K. Iga, "Room temperature continuous lasing characteristics of a GaAs vertical Cavity surface emitting laser", Appl. Phys. Lett. 55(3), 221-222 (1989).
- [1992YOK] Yokouchi N., T. Miyamoto, T, Uchida, Y, Inaba, F. Koyama, and K. Iga: "40 Å continuous tuning of a GaInAsP/InP vertical-cavity surface-emitting laser using an external mirror," IEEE Photon. Technol. Lett., vol. 4, no. 7, pp. 701-703, July (1992)
- [1993BAB] Baba T., Y. Yogo, K. Suzuki, F. Koyama and K. Iga, “First Room Temperature CW Operation of GaInAsP/InP Surface Emitting Laser,” IEICE Trans. Electron., Vol. E76-C, No. 9, pp. 1423-1424, Sept. (1993)
- [1995HAY] Hayashi Y., T. Mukaihara, N. Hatori, N. Ohnoki, A. Matsutani, F. Koyama, and K. Iga, “Record low-threshold Index-guided InGaAs/GaAlAs vertical-cavity surface-emitting laser with a native oxide confinement structure”, Electron. Lett., Vol. 31, No. 7, pp. 560-562, Mar. (1995)
- [1997MIY] Miyamoto T, K. Takeuchi, F. Koyama, and K. Iga, "A novel GaInNAs-GaAs quantum well structure for long wavelength semiconductor lasers", IEEE Photon. Tech. Lett., Vol. 9, No 11, Nov. (1997)
- [1999NIS] N. Nishiyama, A. Mizutani, N. Hatori, M. Arai, F. Koyama, and K. Iga: “Lasing characteristics of InGaAs-GaAs polarization controlled vertical-cavity surface-emitting laser grown on GaAs [311] B substrate,” IEEE J. Select. Top. Quantum Electron., vol. 5, no. 3, pp. 530-536 (1999).
- [2000IGA] Iga, K., “Vertical cavity surface emitting laser - Its birth and generation of new optoelectronics field”, IEEE J. Selected Topics in Quantum Electron., Vol.6, No.6, pp.1201-1215, Nov./Dec., (2000)
- [2018IGA] Iga, K. "Forty Years of VCSEL: Invention and Innovation (Review) ", Japanese J. Applied Physics, 57(8S2)1-7(2018)
- [2020IGA] Iga K. : "VCSEL: Born Small and Grown Big", Proc. SPIE 11263, Vertical External Cavity Surface Emitting Lasers (VECSELs) X, 1126302 (2 March 2020); doi:10.1117/12.2554953